# Héctor Illueca Ballester
Héctor Illueca Ballester (València, 1975) és un inspector de treball i polític valencià, ha estat de 2021 a 2023 vicepresident segon i conseller d'Habitatge i Arquitectura Bioclimàtica de la Generalitat Valenciana presidida per Ximo Puig en la X Legislatura.

## Biografia
Doctorat en dret per la Universitat de València (UV), és funcionari inspector de treball i professor de la UV, va estar vinculat al Front Cívic Som Majoria fundat per Julio Anguita. Candidat en el número 1 de la llista de Unides Podem per la circumscripció de València de cara a les Eleccions al Congrés dels Diputats de 2019, va ser escollit diputat.
Va ser coautor en 2018 juntament amb Manolo Monereo i de Julio Anguita d'una sèrie d'articles provocadors crítics amb la Unió Europea i defensors de diferents mesures del Govern italià de aliança entre la Lega i el Moviment 5 Estrelles, que van generar una aferrissada polèmica.
El 21 de gener de 2020 va ser nomenat director general de la Inspecció de Treball i Seguretat Social del Ministeri de Treball per Yolanda Díaz, també de Podem, pel que va renunciar a l'acta de diputat al Congrés. Deixà el ministeri el setembre de 2021 quan va prendre possessió del càrrec de vicepresident i conseller d'Habitatge de la Generalitat Valenciana en substitució del dimitit Rubén Martínez Dalmau.
A l'octubre de 2022, Illueca va anunciar que es presentaria a les primàries de Podem per a ser el candidat de la formació a la Presidència de la Generalitat en les eleccions de maig de 2023. En aquests comicis, Unides Podem va perdre tota la seua representació al no aconseguir la barrera electoral del 5%.

## Obres
Coautor
- Illueca Ballester, Héctor; Guamán Hernández, Adoración. El huracán neoliberal. Una reforma liberal contra el trabajo.  Sequitur, 2012.[9]
- Monereo, Manolo; Illueca, Héctor. Por un nuevo proyecto de país.  El Viejo Topo, 2015.[10]
- Monereo, Manolo; Illueca, Héctor. España: un proyecto de liberación.  El Viejo Topo, 2017.[10]